# التجارة البحرية

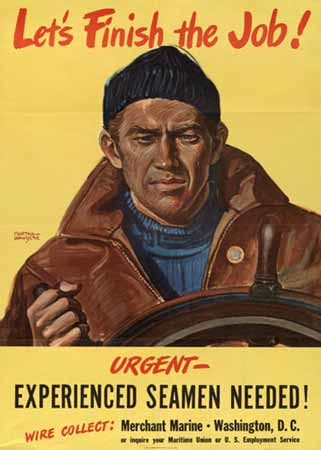
ملصق للولايات المتحدة في الحرب العالمية الثانية عن التجنيد للبحرية

التجارة البحرية  هي أسطول السفن التجارية المسجلة في بلد معين. تحتاج السفن التجارية إلى بحارة من مختلف الرتب وأحيانًا أعضاء النقابات البحرية بموجب الاتفاقية الدولية لمعايير التدريب والإجازة والخفارة للملاحين  لحمل وثائق ميرشانت مارينر.
منح الملك جورج الخامس لقب «البحرية التجارية» على أساطيل الشحن التجارية البريطانية بعد خدمتها في الحرب العالمية الأولى؛ ومنذ ذلك الحين، اعتمد عدد من الدول الأخرى أيضًا استخدام هذا العنوان أو "Merchant Marine" المماثل. فيما يلي قائمة جزئية للقوات البحرية التجارية أو المارينز التجاريين لمختلف البلدان. في العديد من البلدان، يكون الاسم الصحيح للأسطول ببساطة هو النسخة المكتوبة بحروف كبيرة من الاسم الشائع ("Merchant Navy").

## القوات البحرية التجارية حسب البلد

### البحرية التجارية البريطانية

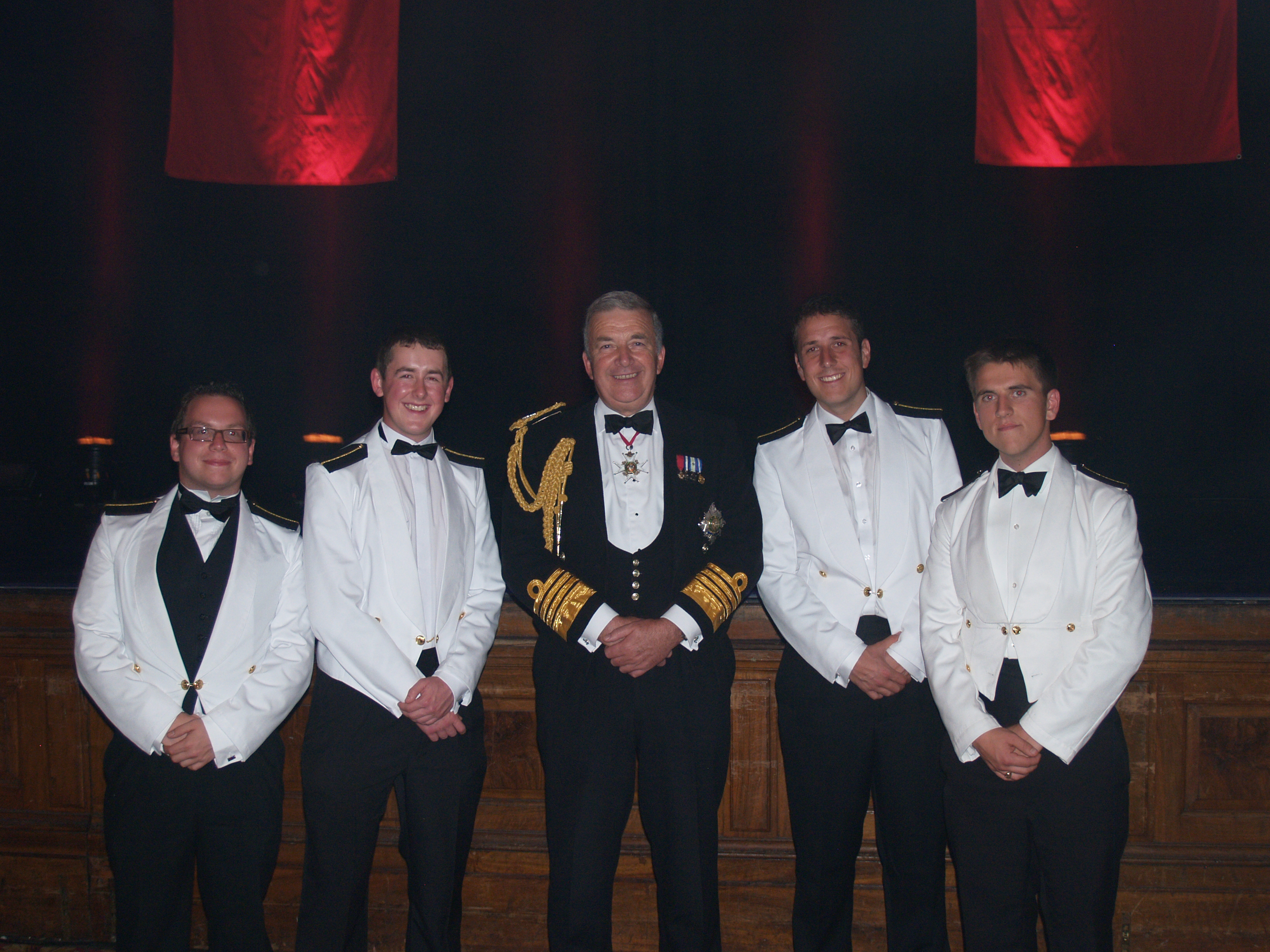
مثال حديث على ضباط البحرية التجارية البريطاني ، الذين تخرجوا في حفل `` التخريج من أكاديمية وارسش البحرية في ساوثامبتون.

تتألف البحرية التجارية البريطانية من السفن التجارية البريطانية التي تنقل البضائع والأشخاص خلال أوقات السلم والحرب.
بالنسبة لكثير من تاريخها، كانت البحرية التجارية أكبر أسطول تجاري في العالم، ولكن مع تراجع الإمبراطورية البريطانية في منتصف القرن العشرين، انخفض ترتيبها. في عام 1939، كانت البحرية التجارية الأكبر في العالم بنسبة 33٪ من إجمالي الحمولة. بحلول عام 2012، كانت البحرية التجارية - التي لا تزال واحدة من أكبر السفن في العالم - تمتلك 3٪ فقط من إجمالي الحمولة. اعتبارًا من السنة المنتهية في عام 2012، تتكون المصالح البحرية التجارية البريطانية من 1504 سفينة من 100 GT سفينة أو أكثر. وهذا يشمل السفن المملوكة مباشرة للمملكة المتحدة، أو المملوكة الأم أو التي تديرها شركة بريطانية. هذا يصل إلى: 59٬413٬000 GT أو بدلاً من 75,265,000. هذا وفقا لإحصاءات الشحن البحري السنوية التي تقدمها الحكومة البريطانية ووزارة النقل. يُمَثَّل الشحن البريطاني وطنيا وعالميا من قبل غرفة الشحن البريطانية.

### البحرية التجارية الكندية
أنشأت كندا، مثل العديد من دول الكومنولث الأخرى، البحرية التجارية الخاصة بها في جهد واسع النطاق في الحرب العالمية الثانية. أنشئت في عام 1939، لعبت البحرية التجارية الكندية دورًا رئيسيًا في معركة المحيط الأطلنطي لدعم أسطول الحلفاء التجاري بسبب الخسائر العالية في البحرية التجارية البريطانية.

### البحرية التجارية الهندية
حدثت ولادة البحرية التجارية الهندية الحديثة قبل الاستقلال عن المملكة المتحدة، عندما أبحر عام 1919 SS Loyalty من الهند إلى بريطانيا. اليوم، تحتل الهند المرتبة الخامسة عشرة في العالم من حيث إجمالي DWT. توفر الهند حاليًا حوالي 12.8 ٪ من الضباط وحوالي 14.5 ٪ من التقييمات لمجتمع البحار العالمي. هذه واحدة من أعلى الدول.

### البحرية التجارية السويسرية
سويسرا، على الرغم من كونها دولة غير ساحلية، لديها أسطول مدني في أعالي البحار من السفن التجارية، وميناءها الرئيسي بازل، على نهر الراين. تم شراء وتشغيل السفن الأولى من قبل الحكومة من أجل ضمان توريد الموارد الحيوية خلال الحرب العالمية الثانية. بعد الحرب، ظهر أسطول تجاري مملوك للقطاع الخاص، مدفوعًا جزئيًا بالدعم الحكومي الذي دفع تكاليف تشغيل الأسطول حتى عام 1953. حتى عام 2006، رفعت 26 سفينة (معظمها ناقلات حاويات) يبلغ مجموعها 479624 طنًا، تديرها خمس شركات شحن، العلم السويسري.

## روابط خارجية
- شركات الشحن
- التعليم البحرية التجارية في المملكة المتحدة